# Staatsgerichtshof
Staatsgerichtshof (StGH) ist häufig die Bezeichnung für das Verfassungsgericht eines Staates.
Ursprünglich oder traditionell übt ein Staatsgerichtshof dabei keine vollständige Verfassungsgerichtsbarkeit (keine Verfassungsbeschwerde) aus, sondern eine auf staatsorganisationsrechtliche Streitigkeiten beschränkte.
In der Bundesrepublik Deutschland führen mehrere Landesverfassungsgerichte die Bezeichnung Staatsgerichtshof: 
- Staatsgerichtshof der Freien Hansestadt Bremen
- Staatsgerichtshof des Landes Hessen
- Niedersächsischer Staatsgerichtshof

Der Staatsgerichtshof für das Land Baden-Württemberg wurde zum 5. Dezember 2015 in Verfassungsgerichtshof für das Land Baden-Württemberg umbenannt.
Im Deutschen Reich gab es den
- Staatsgerichtshof für das Deutsche Reich

Im Königreich Bayern bestand ein
- Bayerischer Staatsgerichtshof

Im Großherzogtum Oldenburg und später im Freistaat Oldenburg bestand der
- Oldenburgische Staatsgerichtshof

Im Fürstentum Liechtenstein wird das Verfassungsgericht Staatsgerichtshof genannt
- Staatsgerichtshof des Fürstentums Liechtenstein

In der Türkei besteht der
- Yüce Divan, ein Sondergericht zur Aburteilung von Vergehen hochgestellter Beamter

Siehe auch 
- Staatsgericht